# Galium humifusum
Galium humifusum är en måreväxtart som beskrevs av Friedrich August Marschall von Bieberstein. Galium humifusum ingår i släktet måror, och familjen måreväxter. Inga underarter finns listade i Catalogue of Life.